# Karel Vyčítal
Karel Vyčítal (11. února 1872 Turnov – 9. prosince 1952 Praha) byl rakousko-uherský a československý důstojník četnictva. V letech 1921–1930 stál v hodnosti generála v čele československého četnického sboru.

## Život

### Mládí a počátek kariéry
Pocházel ze středostavovské rodiny, která v Turnově vlastnila dům a hlásila se k římskokatolickému vyznání. Sestra Aloisie se provdala za cukrovarského úředníka. Bratr Vojtěch studoval výtvarné umění ve Vídni, ale zemřel v mladém věku roku 1898.
Karel Vyčítal se v roce 1890 stal kadetem a později poručíkem rakousko-uherské armády. Původně působil v řadách pěšího pluku č. 94, který byl doplňován odvedenci z turnovského okresu a podle úředních záznamů byl zařazen k josefovské posádce. V listopadu 1894 pak byl již v hodnosti poručíka přeložen k pěšímu pluku č. 13 do Krakova, zde setrval do roku 1899. V srpnu 1899 byl na vlastní žádost přeložen k zemskému četnickému velitelství ve Lvově, zatím pouze na zkoušku. Definitivního přijetí k četnictvu v hodnosti poručíka se dočkal až 1. října 1900. Sloužil v Haliči, v závěru roku 1903 byl přeložen do Salcburku. V květnu 1911 se v hodnosti kapitána ujal velení četnického oddělení v Terstu.
Po vypuknutí 1. světové války byl velitelem polního četnictva v Makedonii a od listopadu 1916 pak v hodnosti majora velel obraně pobřežního úseku kolem Novigradu na Istrijském poloostrově. V září 1917 byl přeložen do Mladé Boleslavi jako velitel četnického oddělení v hodnosti majora.

### Zemský četnický velitel ve Slezsku
Po vzniku Československé republiky byl Vyčítal počátkem listopadu 1918 jmenován zemským četnickým velitelem ve Slezsku. Jelikož Opava jako sídelní město zemského velitelství byla v té době začleněna do tzv. provincie Sudetenland, Vyčítal z počátku vedl agendu z Polské Ostravy. Až koncem roku 1918 velitelství přesídlilo do Opavy obsazené 18. prosince československým vojskem.
Agenda zemského velitele se týkala několika hlavních okruhů. Předně šlo o konsolidaci vnitřních problémů četnictva po státním převratu, dále o německé iredentistické hnutí v opavském Slezsku a probíhající česko-polský konflikt na Těšínsku. Vyčítalovo působení v exponovaném regionu bylo vysoce ceněno představiteli veřejné správy v čele se slezským zemským prezidentem Josefem Šrámkem, stejně jako zástupci českých spolků.

### Generální velitel četnictva
V lednu 1920 byl Vyčítal přeložen k 13. oddělení ministerstva vnitra, které mělo na starost agendu četnictva. V následujícím roce se stal generálním velitelem četnictva. Tuto funkci pak zastával 9 let, nejdéle ze všech jejích vykonavatelů. Úřad sídlil v Dušní ulici v Praze, od roku 1929 pak přímo v areálu Pražského hradu.
Jako generální velitel četnictva Vyčítal usiloval zejména o udržení apolitického charakteru sboru a zlepšení platových a hmotných podmínek četnictva. Zasazoval se také o profesionalizaci a modernizaci bezpečnostní služby, např. zaváděním telefonů na četnické stanice a organizováním univerzitních kriminalistických kurzů pro četníky a policisty. Během svého působení získal několik zahraničních vyznamenání včetně francouzského řádu Čestné legie.
Dne 21. července 1930 Karel Vyčítal podal Ministerstvu vnitra žádost o zproštění úřadu na protest proti oklešťování pravomocí úřadu generálního velitele ve prospěch 13. oddělení ministerstva vnitra, kde agendu řídili služebně mladší a hodnostně níže zařazení četničtí důstojníci. Ve čtyřstránkovém elaborátu shrnul okolnosti, které jej k tomuto rozhodnutí vedly a připomněl své námitky k ministerským výnosům oklešťujícím vliv generálního velitele, které vznášel od roku 1928. Na závěr textu Vyčítal ještě zdůraznil, že o post generálního velitele sám nikdy neusiloval, ale byl pro tento úřad roku 1921 vybrán tehdejším ministrem vnitra Antonínem Švehlou. Funkce byl generál zproštěn k 1. září 1930. Následovalo ještě formální superarbitrační řízení, na jehož základě byl Vyčítal 2. prosince 1930 "uznán trvale neschopným četnické služby".

### Život po penzionování
Ve 30. letech se Karel Vyčítal se svou manželkou Annou přestěhoval z pronájmu v Třebízského ulici (dnešní Lesnické) na Smíchově do vily v Lopatecké ulici č. 360 v Praze-Podolí. Stáhl se z veřejného života, jen příležitostně se účastnil různých ceremonií, např. pohřbu ruského legionáře generála Jaroslava Červinky staršího v Pardubicích v lednu 1933. Během čtyřicátých let Vyčítal zajížděl s manželkou na rodné Turnovsko, kde často pobýval v hotelu manželů Čihulkových na hradě Valdštejn. Politické turbulence čtyřicátých a počátku padesátých let se Karlu Vyčítalovi v zásadě vyhnuly. Zemřel 9. prosince 1952, v době zostřujícího se třídního boje, kdy se do hledáčku Státní bezpečnosti začínali dostávat i příslušníci předmnichovské policie a četnictva. Ve stejném roce byl Vyčítalův kolega, rovněž penzionovaný četnický generál Josef Šustr nuceně vystěhován z Prahy a zbaven penze.
Ostatky generála Karla Vyčítala a později i jeho ženy Anny byly uloženy na hřbitově v Turnově, hrob v současnosti již není označen náhrobkem.